# Corneille Cacheux
Corneille (of Cornil)  Cacheux (Kamerijk, 6 januari 1687 - Atrecht, 11 juli 1738) was een Frans-Vlaamse orgelbouwer.

## Levensloop
Cornil Cacheux woonde aanvankelijk te Kamerijk. Vanaf ca. 1714 worden orgelbouwactiviteiten van hem gesignaleerd. In 1719 vestigde hij zich te Atrecht en publiceerde in 1728 een document met melding van 46 nieuwe orgels waaronder enkele zeer grote instrumenten. Met hem en na hem werd Vlaanderen verrijkt met een reeks markante instrumenten door Frans-Vlaamse orgelmakers.

## Werklijst
Behalve in Artesië, was hij werkzaam in de oude bisdommen Gent, Brugge en Doornik. Zijn werkzaamheid aldaar situeert zich tussen 1721 (vertrek van Jacob Van Eynde) en 1735 (de opkomst van Andries-Jacob Berger). 
Hij bouwde o.m. volgende instrumenten:
- 1722: orgel in de Sint-Gerykerk in Atrecht (Frankrijk)
- 1727: Sint-Pieterskapel van de magistraat van Valenciennes
- ca. 1730: orgel in de Onze-Lieve-Vrouwekerk in Calais
- 1732: het orgel van de abdij van Anchin (Henegouwen), dat in 1792 werd overgeplaatst naar de Sint-Pieterskerk in Dowaai.
- (s.d.): Gruson, kerk Notre-Dame de la Visitation (enkel de orgelkast bleef bewaard)

Hij bouwde verschillende orgels in de Zuidelijke Nederlanden, onder meer in:
- 1730: Machelen
- ca. 1730: Sint-Baafs-Vijve, in 1858 verkocht aan de Onze-Lieve-Vrouw van Bijstandkerk van Lozer
- 1730-1731: Sint-Eloois-Vijve
- 1732-1733: Tielt (verdwenen)
- 1734: Waregem, in 1845 door orgelbouwer Charles-Louis van Houtte overgeplaatst naar de kerk van Onze-Lieve-Vrouw Onbevlekt Ontvangen te Sint-Lodewijk (Deerlijk)
- 1736: Hulste, Sint-Pieterskerk, gerestaureerd in 2006

In Brugge bouwde hij:
- 1723: het orgel van de Onze-Lieve-Vrouwekerk. Cacheux beschouwde dit als een van zijn beste werken. In 1728 voegde Andries Berger er een positief aan toe. In 1954 werd het orgel in neobarokke stijl omgebouwd en uitgebreid.
- 1735: het orgel van de Potteriekerk, in de 20ste eeuw verdwenen en vervangen door een instrument van mindere kwaliteit,
- 1738: het orgel van de Sint-Walburgakerk .

### Sint-Walburgakerk
De opdracht die Cacheux in 1735 kreeg betrof een orgel te plaatsen in de oude Sint-Walburgakerk. Deze kerk werd echter gesloten en gesloopt en het orgel werd in 1778 overgebracht naar de nieuwe Sint-Walburgakerk, de voormalige Franciscus-Xaveriuskerk. 
Cacheux was pas aan dit orgel begonnen toen hij stierf. Volgens de orgelmaker Charles-Louis Van Houtte had hij tijdens zijn werk aan het nieuwe orgel in Tielt een spin ingeslikt en werd hem dit fataal.
Het instrument werd verder voltooid, onder leiding van zijn weduwe, door de Rijselse orgelbouwers Jean-Baptiste Frémat en J. Carlier. Begin 1739 dienden ze een definitief ontwerp in, dat werd goedgekeurd. Het orgel werd al op 17 mei 1739 opgeleverd. De orgelkast werd gebouwd door Hendrik Pulinx de jongere. Ondanks de later uitgevoerde wijzigingen, wordt dit orgel beschouwd als een van de betere onder de talrijke Brugse orgels.